# Markward von Salzbach

Chorągiew komturii i miasta Pokarmin (Brandenburg) w bitwie pod Grunwaldem

Markward (Marquard) von Salzbach – rycerz i dostojnik krzyżacki, komtur pokarmiński. Na początku XV wieku założył wieś Salzbach (dziś Solanka).
W 1384, podczas wojny domowej na Litwie został pojmany przez Witolda. Za jego pośrednictwem Witold rozpoczął tajne układy z krzyżakami. W roku 1390, podczas kolejnej wojny domowej na Litwie Markward wziął udział w podpisaniu układu w Ełku pomiędzy zakonem a Witoldem. Pośredniczył także w negocjacjach przed podpisaniem pokoju na wyspie Salin. Następnie Salzbach obejmował coraz bardziej odpowiedzialne stanowiska.
W 1399 dowodził oddziałem krzyżackim posiłkującym Witolda w bitwie nad Worsklą. W 1402 został komturem Pokarmina (niem. Brandenburg). W 1407, gdy ważyła się wojna między Koroną, Wielkim Księstwem i Zakonem, został wysłany z poselstwem do Witolda, aby uzyskać deklarację pokoju między Litwą a zakonem. Bardzo obraźliwie zapytał Witolda, czy zamierza zdradzić krzyżaków po raz czwarty.
W 1409 wraz z komturem Ostródy Friedrichem von Zollern dowodził wojskami krzyżackimi, które najechały Księstwo Mazowieckie.

Zginął po bitwie pod Grunwaldem. Według Jana Długosza rycerza pojmał jego ojciec Jan Długosz z Niedzielska: 

Schwytany zaś został (...) wspomniany Markward [von Salzbach], komtur brandenburski w wielkiej bitwie przez Jana Długosza z Niedzielska, rycerza z domu Zubrzagłowa albo Perstina, czyli Wieniawa, ojca i rodzica mego rodzonego wraz z kilku rycerzami zakonnymi i chorągwią wspomnianą, wśród nich i rycerzem Schumborkiem.

 Zaraz po bitwie Markward został ścięty na rozkaz wielkiego księcia Witolda. Na temat powodów egzekucji istnieje kilka teorii. Jedna z nich głosi, iż podczas jednego z poselstw Salzbach nazwał matkę Witolda Birutę „ladacznicą i nieczystą matroną”, za co Witold poprzysiągł mu zemstę. Wraz z Markwardem zostali zabici dwaj inni rycerze: Schaumburg oraz Jerzy Marschalk.